# Articolo II della Costituzione degli Stati Uniti d'America
L'Articolo II della Costituzione degli Stati Uniti d'America istituisce il potere esecutivo del governo federale, cioè il Presidente degli Stati Uniti d'America e il suo gabinetto di governo, che attua e fa rispettare le leggi federali. L'Articolo II stabilisce le procedure per l'elezione e la rimozione del Presidente e i suoi poteri e responsabilità, rendendo di fatto gli Stati Uniti d'America la prima vera repubblica presidenziale nella storia dell'uomo.

## Struttura

### Sezione 1
La Sezione 1 dell'Articolo II istituisce le posizioni del Presidente e del Vicepresidente degli Stati Uniti d'America, fissa la durata di entrambi gli incarichi a quattro anni e dichiara inoltre che il potere esecutivo del governo federale è conferito al Presidente, incarnando, insieme all'Articolo I e III, il concetto democratico basilare della separazione dei poteri. La Sezione 1 istituisce anche il Collegio elettorale degli Stati Uniti d'America, organo preposto all'elezione del Presidente e del Vicepresidente. La Sezione 1 prevede che ogni Stato federato scelga i membri del Collegio col metodo elettorale previsto dalla propria rispettiva legislazione e che il numero di grandi elettori per ciascuno Stato è ridistribuito in base alla loro rappresentanza combinata in entrambe le camere del Congresso degli Stati Uniti. La Sezione 1 stabilisce le procedure del Collegio elettorale e richiede alla Camera dei rappresentanti di tenere una «elezione contingente» per selezionare il Presidente se nessun individuo ottiene la maggioranza dei voti elettorali. La Sezione 1 stabilisce anche i requisiti di ammissibilità per la carica di Presidente, le procedure da seguire in caso il Presidente sia impossibilitato ad adempire i propri doveri e richiede al Presidente di prestare giuramento.

### Sezione 2
La Sezione 2 dell'Articolo II stabilisce i poteri della presidenza, affermando che il Presidente è comandante in capo dell'esercito, tra molti altri ruoli. Questa Sezione conferisce al Presidente il potere di concedere la grazia.
La Sezione 2 richiede anche al «capo principale» di qualsiasi dipartimento esecutivo di offrire consulenza. Sebbene non richiesto dall'Articolo II, il Presidente George Washington ha organizzato i principali funzionari dei dipartimenti esecutivi integrandoli nel Gabinetto di governo, una pratica che i successivi Presidenti hanno seguito. La «clausola sui trattati» conferisce al Presidente il potere di stipulare trattati con l'approvazione dei 2⁄3 del Senato. La «clausola sulle nomine» attribuisce al Presidente il potere di nominare giudici e pubblici ufficiali previo parere e consenso del Senato, il che in pratica ha comportato che gli incaricati presidenziali debbano essere confermati a maggioranza in Senato. La stessa clausola stabilisce inoltre che il Congresso può, per legge, consentire al Presidente, ai tribunali o ai capi di dipartimento di nominare «ufficiali inferiori» senza richiedere il parere e il consenso del Senato. La clausola finale della Sezione 2 conferisce al Presidente il potere di nominare ad interim individui per occupare posti vacanti, quando il Senato è in pausa, e che dovranno essere successivamente confermati per il ruolo.

### Sezione 3
La Sezione 3 dell'Articolo II stabilisce le responsabilità del Presidente, concedendogli il potere di convocare entrambe le camere del Congresso e ricevere rappresentanti stranieri. La Sezione 3 richiede al Presidente di informare il Congresso sullo «stato dell'Unione»; dal 1913 evento noto come «Discorso sullo stato dell'Unione». Il Presidente può raccomandare misure che ritiene «necessarie e opportune». Al Presidente viene richiesto di obbedire e far rispettare tutte le leggi, sebbene egli mantenga una certa discrezionalità nell'interpretazione delle leggi e nel determinare come applicarle.

### Sezione 4
La Sezione 4 dell'Articolo II stabilisce che il Presidente e altri funzionari possono essere rimossi dall'incarico seguendo la logica dell'impeachment negli Stati Uniti.

### Esplicative
1. ↑  In un'elezione contingente ogni legislatura di ogni Stato federato nomina una delegazione di elettori che votano in blocco ed esprimono, a maggioranza tra loro, la propria preferenza per il candidato. In sostanza, in una elezione contingente sono i singoli Stati federati degli Stati Uniti d'America a eleggere il Presidente; con 50 Stati, una maggioranza di 26 Stati è necessaria per eleggere il candidato.

### Fonti
1. ↑  (EN) James L. Sundquist, The U.S. Presidential System as a Model for the World, in Designs for Democratic Stability: Studies in Viable Constitutionalism, Routledge, 1997,  pp. 53-72, ISBN 0765600528.
2. 1 2 3 4 5 6 7 8 9 10 11  (EN) Article II, su Constitution Annotated. URL consultato il 7 marzo 2022.